# PLA2G3
PLA2G3 (англ. Phospholipase A2 group III) – білок, який кодується однойменним геном, розташованим у людей на довгому плечі 22-ї хромосоми. Довжина поліпептидного ланцюга білка становить 509 амінокислот, а молекулярна маса — 57 167.
| 10         |  | 20         |  | 30         |  | 40         |  | 50         |
| ---------- |  | ---------- |  | ---------- |  | ---------- |  | ---------- |
| MGVQAGLFGM |  | LGFLGVALGG |  | SPALRWYRTS |  | CHLTKAVPGN |  | PLGYLSFLAK |
| DAQGLALIHA |  | RWDAHRRLQS |  | CSWEDEPELT |  | AAYGALCAHE |  | TAWGSFIHTP |
| GPELQRALAT |  | LQSQWEACRA |  | LEESPAGARK |  | KRAAGQSGVP |  | GGGHQREKRG |
| WTMPGTLWCG |  | VGDSAGNSSE |  | LGVFQGPDLC |  | CREHDRCPQN |  | ISPLQYNYGI |
| RNYRFHTISH |  | CDCDTRFQQC |  | LQNQHDSISD |  | IVGVAFFNVL |  | EIPCFVLEEQ |
| EACVAWYWWG |  | GCRMYGTVPL |  | ARLQPRTFYN |  | ASWSSRATSP |  | TPSSRSPAPP |
| KPRQKQHLRK |  | GPPHQKGSKR |  | PSKANTTALQ |  | DPMVSPRLDV |  | APTGLQGPQG |
| GLKPQGARWV |  | CRSFRRHLDQ |  | CEHQIGPREI |  | EFQLLNSAQE |  | PLFHCNCTRR |
| LARFLRLHSP |  | PEVTNMLWEL |  | LGTTCFKLAP |  | PLDCVEGKNC |  | SRDPRAIRVS |
| ARHLRRLQQR |  | RHQLQDKGTD |  | ERQPWPSEPL |  | RGPMSFYNQC |  | LQLTQAARRP |
| DRQQKSWSQ  |  |            |  |            |  |            |  |            |

A: Аланін

C: Цистеїн

D: Аспарагінова кислота

E: Глутамінова кислота

F: Фенілаланін

G: Гліцин

H: Гістидин

I: Ізолейцин

K: Лізин

L: Лейцин

M: Метіонін

N: Аспарагін

P: Пролін

Q: Глутамін

R: Аргінін

S: Серин

T: Треонін

V: Валін

W: Триптофан

Кодований геном білок за функцією належить до гідролаз. 
Задіяний у таких біологічних процесах, як метаболізм ліпідів, деградація ліпідів, біогенез та деградація війок. 
Білок має сайт для зв'язування з іонами металів, іоном кальцію. 
Локалізований у клітинній мембрані, цитоплазмі, цитоскелеті, мембрані.
Також секретований назовні.